# Leo Lyons
Leo Lyons, född David William Lyons den 30 november 1943 i Mansfield i Nottinghamshire i England, är en brittisk musiker och basist i bluesrock-bandetTen Years After.
Han spelade till en början med gitarristen Alvin Lee i bandet The Jaybirds som sedermera år 1967 bytte namn till Ten Years After. Som basist i Ten Years After uppträdde Lyons på flera rockfestivaler som Woodstockfestivalen år 1969 och Isle of Wight Festival den 29 augusti 1970. Gruppen splittrades 1974 men återuppstod på 1980-talet och har sedan dess gett ut flera album. 
År 1975 kontrakterades han av Chrysalis Records som studiomanager för Wessex Studios i London. Mellan åren 1974 och 1976 var han skivproducent för musikgruppen UFOs. Senare startade han själv två egna kommersiella inspelningsstudios.
I mitten på 90-talet flyttade Lyons till Nashville, Tennessee och arbetade som låtskrivare för Hayes Street Music. Tillsammans med det återskapade Ten Years After och nya frontmannen Joe Gooch har Lyons medverkat på flera album sedan 2004.